# 가코촌
가코촌(加古村)은 효고현 가코군에 설치되었던 촌이다. 현재의 이나미정에 해당한다.